# Арболеда, Нивер
Ни́вер Арболе́да (исп. Niver Alfonso Arboleda Díaz; 8 декабря 1967, Пуэрто-Техада, Каука — 5 октября 2011, Гватемала) — колумбийский футболист, выступавший в 1980—2000-е годы на позиции нападающего. В составе сборной Колумбии — бронзовый призёр Кубка Америки 1995.

## Биография
Нивер Арболеда — воспитанник академии «Атлетико Насьоналя», в основном составе которого он дебютировал в 1988 году. В 1989 году Арболеда помог команде впервые в истории колумбийского футбола завоевать Кубок Либертадорес. В ходе победной кампании Арболеда забил один гол в ответном полуфинальном матче в ворота уругвайского «Данубио» (6:0). В финале против парагвайской «Олимпии» в обоих матчах выходил на замену.
Став с «Атлетико Насьоналем» чемпионом Колумбии в 1991 году, Арболеда перешёл в «Депортиво Кали», в котором отыграл 3,5 сезона, после чего переехал в Мексику. Провёл один сезон в «Веракрусе», а затем, до 2000 года, стал игроком «Сакатепека». Трижды отдавался в аренду — в сезоне 1996/97 и в 1998 годах выступал за «Индепендьенте Медельин», а в конце 1999 года играл за венесуэльский «Универсидад де Лос-Андес». Отыграв сезон за «Сакатекас», колумбиец покинул Мексику и в последние годы выступал в Китае за «Чжэцзян Гринтаун», а также в Гватемале — за «Хувентуд Ретальтеку» и «Антигуа», после чего завершил карьеру футболиста.
За сборную Колумбии Нивер Арболеда эпизодически выступал в период с 1991 по 1995 год. Сыграл в пяти матчах. В 1995 году принял участие в Кубке Америки. Впервые сыграл на этом турнире в четвертьфинале против Парагвая (1:1), выйдя на замену и реализовав пенальти в послематчевой серии (Колумбия выиграла 5:4). Также сыграл в стартовом составе в полуфинале против будущего чемпиона и хозяев турнира Уругвая (поражение 0:2). Позже «кафетерос», уже без Арболеды, в матче за третье место разгромили США 4:1.
После завершения карьеры жил в Медельине, но часто ездил в Гватемалу. 5 октября 2011 года Нивер Арболеда умер в возрасте 43 лет от сердечного приступа во время операции в городском госпитале Гватемалы.

## Титулы и достижения
- Чемпион Колумбии: 1987
- Вице-чемпион Колумбии (2): 1988, 1990
- Обладатель Кубка Либертадорес: 1989